# حمزه‌لی، شرور
حمزه‌لی (به لاتین: Həmzəli) یک منطقه مسکونی در جمهوری آذربایجان است که در شهرستان شرور از توابع جمهوری خودمختار نخجوان واقع شده است. حمزه‌لی ۷۳۴ نفر جمعیت دارد.